# Moriya Kentaro
Moriya Kentaro (森谷 賢太郎, sinh ngày 21 tháng 9 năm 1988) là một cầu thủ bóng đá người Nhật Bản.

## Thống kê câu lạc bộ
Cập nhật đến ngày 23 tháng 2 năm 2018.
| Thành tích câu lạc bộ | Thành tích câu lạc bộ | Thành tích câu lạc bộ | Giải vô địch | Giải vô địch | Cúp                   | Cúp                   | Cúp Liên đoàn | Cúp Liên đoàn | Châu lục | Châu lục  | Tổng cộng | Tổng cộng |
| Mùa giải              | Câu lạc bộ            | Giải vô địch          | Số trận      | Bàn thắng    | Số trận               | Bàn thắng             | Số trận       | Bàn thắng     | Số trận  | Bàn thắng | Số trận   | Bàn thắng |
| Nhật Bản              | Nhật Bản              | Nhật Bản              | Giải vô địch | Giải vô địch | Cúp Hoàng đế Nhật Bản | Cúp Hoàng đế Nhật Bản | J. League Cup | J. League Cup | AFC      | AFC       | Tổng cộng | Tổng cộng |
| --------------------- | --------------------- | --------------------- | ------------ | ------------ | --------------------- | --------------------- | ------------- | ------------- | -------- | --------- | --------- | --------- |
| 2011                  | Yokohama F. Marinos   | J1 League             | 4            | 1            | 3                     | 0                     | 0             | 0             | –        | –         | 7         | 1         |
| 2012                  | Yokohama F. Marinos   | J1 League             | 4            | 0            | 0                     | 0                     | 2             | 0             | –        | –         | 6         | 0         |
| 2013                  | Kawasaki Frontale     | J1 League             | 16           | 1            | 4                     | 0                     | 8             | 1             | –        | –         | 28        | 2         |
| 2014                  | Kawasaki Frontale     | J1 League             | 27           | 2            | 0                     | 0                     | 4             | 2             | 6        | 0         | 37        | 4         |
| 2015                  | Kawasaki Frontale     | J1 League             | 22           | 2            | 1                     | 0                     | 4             | 1             | –        | –         | 27        | 3         |
| 2016                  | Kawasaki Frontale     | J1 League             | 19           | 4            | 4                     | 0                     | 4             | 0             | –        | –         | 27        | 4         |
| 2017                  | Kawasaki Frontale     | J1 League             | 18           | 2            | 3                     | 1                     | 3             | 0             | 4        | 0         | 28        | 3         |
| Tổng                  | Tổng                  | Tổng                  | 122          | 13           | 18                    | 1                     | 28            | 4             | 14       | 0         | 182       | 18        |